# Kirguizstan
El Kirguizstan, (kirguís: Кыргызстан, Qırğızstan, pronunciat [qɯrʁɯzˈstɑn]; en català antigament anomenat Kirguizistan), oficialment denominat República Kirguís (kirguís: Кыргыз Республикасы, Qırğız Respublikası; rus: Кирги́зская Респу́блика, Kirguízskaia Respúblika) és un estat de l'Àsia central. Molt muntanyós i sense sortida al mar, limita amb la República Popular de la Xina a l'est, amb el Kazakhstan al nord, amb el Tadjikistan al sud i amb l'Uzbekistan a l'oest. La capital n'és Bixkek.
La història del Kirguizstan abasta una varietat de cultures i imperis. Tot i geogràficament aïllat pel seu terreny altament muntanyenc, el Kirguizstan ha estat en la cruïlla de diverses grans civilitzacions com a part de la Ruta de la Seda i altres rutes comercials. Habitat per una successió de tribus i clans, el Kirguizstan ha anat caient a poc a poc sota una major dominació. Entre els períodes d'autogovern va ser governat pels turcs orientals, l'Imperi uigur i el poble khitan, abans de ser conquerit per l'Imperi mongol en el segle xiii; va recuperar la independència però va ser envaït pels calmucs, els manxús i els uzbeks. El 1876 va passar a formar part de l'Imperi rus, romanent a l'URSS com a República Socialista Soviètica Kirguís després de la Revolució Russa. Després de les reformes democràtiques de Mikhaïl Gorbatxov a l'URSS, el 1990 el candidat independentista Askar Akàiev va ser-ne elegit president.
El 31 d'agost de 1991, el Kirguizstan va declarar la seva independència de Moscou i s'hi va establir un govern democràtic. El Kirguizstan va aconseguir la sobirania com a estat nacional després de la desintegració de la Unió Soviètica el 1991. Des de la seva independència, el Kirguizstan ha estat oficialment una república parlamentària unitària, encara que continua suportant conflictes ètnics, revoltes, problemes econòmics, governs de transició i conflictes polítics.

## Etimologia
Es creu que «kirguís» deriva de la paraula turquesa per a «quaranta», sobre els quaranta clans de Manas, un heroi llegendari que va unir quaranta clans regionals contra els uigurs. La paraula «kirguís» significa literalment 'som quaranta'. En aquesta època, a principis del segle ix, els uigurs dominaven gran part de l'Àsia central (inclòs el Kirguizstan), Mongòlia i parts de l'actual Rússia i la Xina. El sufix «-stan» és una paraula persa que significa 'lloc de' o 'país'.
El sol de 40 raigs en la bandera del Kirguizstan és una referència a aquestes mateixes quaranta tribus i l'element gràfic en el centre del sol representa la corona de fusta, anomenada tunduk, d'una iurta, un habitatge portàtil tradicionalment utilitzat pels nòmades a les estepes de l'Àsia central.
Quant a les convencions de denominació, el nom oficial del país és "República Kirguís", i és l'utilitzat sempre en àmbits internacionals i de relacions exteriors. El nom curt habitual en català és Kirguizstan. Antigament també s'emprava la denominació Kirguísia a partir del seu nom en rus Кирги́зия (Kirguízia), i recentment tant l'IEC com l'AVL usaven l'opció obsoleta de Kirguizistan.

## Història
Els primers pobladors van assentar-se a la regió cap al 200 aC. L'islam va arribar-hi al segle xii i es va imposar amb rapidesa al país. El 1876 l'Imperi rus es va annexionar la zona, focus de contínues revoltes. Molts kirguisos van optar per emigrar a les muntanyes de l'Afganistan o la Xina. El 1926 va ser declarada república de l'URSS sota el nom de República Socialista Soviètica del Kirguizstan, i en va assolir la independència el 1991. No obstant aquesta independència, els lligams amb Rússia continuen sent molt estrets, reafirmats en successius referèndums.
Romangué raonablement estable la major part dels anys 1990, sota la direcció de l'antic president Askar Akàiev. La jove democràcia es mostrava com la més prometedora entre els estats de la regió (per exemple, pel que feia a la llibertat de premsa), però els darrers anys el règim ha estat acusat d'evolucionar cap a l'autocràcia i l'autoritarisme. A la primavera del 2005 una sobtada revolta forçà la sortida de l'estat del president, i la seva renúncia, el 4 d'abril del 2005. S'obre una nova etapa política sota la direcció "provisional" de Kurmanbek Bakíev.
Els kirguisos forjarien la seva identitat sota la influència dels kazaks, dels quals es diferenciarien, entre altres coses, perquè els kirguisos practicaven tradicionalment una ramaderia de muntanya, amb desplaçaments de ramats molt més curts que els que feien els kazaks a les estepes.

## Política i govern

### Sistema polític
La constitució de 1993 defineix la forma de govern com una república democràtica. La branca executiva inclou un president i un primer ministre. El parlament actualment és bicameral. La branca judicial comprèn un tribunal suprem, un tribunal constitucional, jutjats i un procurador general.
El govern interí està creant una nova estructura de govern estatal, i treballa per resoldre els problemes pendents de la constitució.
El 10 d'octubre del 2010 es van celebrar les que es consideren les eleccions més democràtiques del país. Els 5 partits que van entrar al parlament van quedar molt igualats.
El Kirguizstan es troba entre els cinquanta països del món amb el major nivell de percepció de la corrupció: l'Índex de percepció de la corrupció de 2016 per al Kirguizstan és 28 en una escala de 0 (més corrupte) a 100 (menys corrupte).
El 4 d'octubre de 2020 hi va tornar a haver eleccions legislatives.

### Organització territorial
El Kirguizstan es divideix en set províncies (singular: óblast (область), plural: oblasttar (областтар)), que són administrades pels respectius governadors. La capital, Bixkek, i la segona ciutat més gran, Oix, són ciutats administrativament independents (shaar) amb un estatus igual al d'una regió.
| Províncies del Kirguizstan | 1. Bixkek (shaar) 2. Província de Batkén (Batkén) 3. Província de Txui (Bixkek) 4. Província de Jalal-Abad (Jalal-Abad) 5. Província de Narín (Narín) 6. Província d'Oix (Oix) 7. Província de Talas (Talas) 8. Província d'Issik Kul (Karàkol) 9. Oix (shaar) |

### Drets humans
Després de la instauració d'un govern més democràtic, encara es produeixen moltes violacions dels drets humans. Si bé té un bon acompliment en comparació amb altres estats de l'Àsia central, els drets de les persones LGBT han anat empitjorant, però la llibertat de premsa hi ha millorant.
En una mesura que ha alarmat els grups de drets humans, les forces de seguretat van detenir desenes de destacats líders religiosos i comunitaris uzbeks després dels disturbis de 2010 al sud del Kirguizstan, entre ells el periodista i activista de drets humans Azimjan Askarov. El juny de 2013 es va aprovar en el Parlament del Kirguizstan una llei que prohibeix a les dones menors de 23 anys viatjar a l'estranger sense un progenitor o tutor, amb la finalitat d'«augmentar la moralitat i preservar el patrimoni genètic». Els diplomàtics estatunidencs van expressar la seva preocupació en octubre de 2014 quan els legisladors del Kirguizstan van aprovar una llei que imposa penes de presó als activistes dels drets dels homosexuals i altres persones, inclosos els periodistes, que fomentin «una actitud positiva cap a les relacions sexuals no tradicionals».
L'activista i periodista kirguís Azimjan Askarov va ser condemnat a cadena perpètua el 2010. El 24 de gener de 2017, un tribunal kirguís va confirmar la condemna.

### Forces armades
Les forces armades del Kirguizstan es van formar després del col·lapse de la Unió Soviètica i estan compostes per forces terrestres, forces aèries, tropes internes, Guàrdia Nacional i Guàrdia fronterera. L'exèrcit treballa amb les forces armades dels Estats Units, que van arrendar una instal·lació anomenada Centre de Trànsit de Manas a l'Aeroport Internacional de Manas, prop de Bixkek, fins a juny de 2014. En els últims anys, les forces armades han començat a desenvolupar millors relacions amb Rússia, inclosa la signatura d'acords de modernització per valor de 1.100 milions de dòlars i la participació en més exercicis amb tropes russes. L'Agència de Seguretat Nacional dels EUA (NSA) treballa amb l'exèrcit i serveix a propòsits similars als del seu predecessor soviètic, el KGB. Supervisa una unitat d'elit de forces especials antiterroristes coneguda com a «Alfa», el mateix nom utilitzat per altres estats de l'antiga Unió Soviètica, entre ells Rússia i l'Uzbekistan. La policia està sota el comandament del Ministeri de l'Interior, juntament amb la Guàrdia fronterera.

### Relacions internacionals
El Kirguizstan és membre de la Comunitat d'Estats Independents (CEI), la Unió Econòmica Eurasiàtica, l'Organització del Tractat de Seguretat Col·lectiva (OTSC), l'Organització de Cooperació de Shanghai, l'Organització de la Cooperació Islàmica, el Consell Turc, l'Organització Internacional de la Cultura Turca (Türksoy), l'Organització per a la Seguretat i la Cooperació a Europa (OSCE) i l'Organització de les Nacions Unides (ONU).

## Economia
| Exportacions a  | Exportacions a | Importacions de | Importacions de |
| País            | Percentatge    | País            | Percentatge     |
| --------------- | -------------- | --------------- | --------------- |
| Alemanya        | 28,7%          | Rússia          | 23,9%           |
| Uzbekistan      | 17,7%          | Uzbekistan      | 13,5%           |
| Rússia          | 12,9%          | Kazakhstan      | 10,3%           |
| R.P. de la Xina | 8,7%           | Estats Units    | 9,7%            |
| Kazakhstan      | 6,6%           | Turquia         | 4,8%            |
| Altres          | 25,4%          | Altres          | 37,8%           |

És un estat amb un pobre desenvolupament econòmic, que requereix l'ajuda externa. S'està produint una lenta transició a l'economia de mercat, procés molt marcat per l'evolució política. Va ser el primer estat de l'antiga URSS admès a l'Organització Mundial del Comerç. La seva moneda es diu som.
La indústria es basa en el procés de productes agrícoles. La mineria i la metal·lúrgia són sectors en expansió gràcies a l'abundància de minerals. Té uns bons recursos d'aigua, cosa que permet una energia hidroelèctrica barata per a les fàbriques i l'exportació dels excedents. Importa sobretot maquinària i productes químics.

### Turisme
Un dels punts de destinació turística més populars al Kirguizstan és el llac Issik Kul, on al llarg de la seva riba nord es troben nombrosos hotels, centres turístics i pensions. Les zones de platja més populars es troben a la ciutat de Txolpon Ata i als assentaments pròxims, com Kara-Oi (Dolinka), Bosteri i Korumdy. El nombre de turistes que van visitar el llac fou de més d'un milió a l'any 2006 i 2007. No obstant això, a causa de la inestabilitat econòmica i política de la regió, va disminuir en els següents anys. Segons les dades oficials, els kazakhs són la nacionalitat dels que més turistes venen a visitar el país; mentre que el 2014 representaven el 57% de tots els turistes, el 2017 superaven el 70%. Durant aquest mateix període, el nombre total de visitants va disminuir un 13%. En els últims anys, s'havia tornat a experimentar una millora fins a la pandèmia per coronavirus.

### Ciència i tecnologia
La seu de l'Acadèmia de Ciències del Kirguizstan està situada a Bixkek, on es troben diversos instituts de recerca. Els investigadors kirguisos estan desenvolupant tecnologies útils basades en productes naturals, com la recuperació de metalls pesants per a la depuració d'aigües residuals.

## Geografia

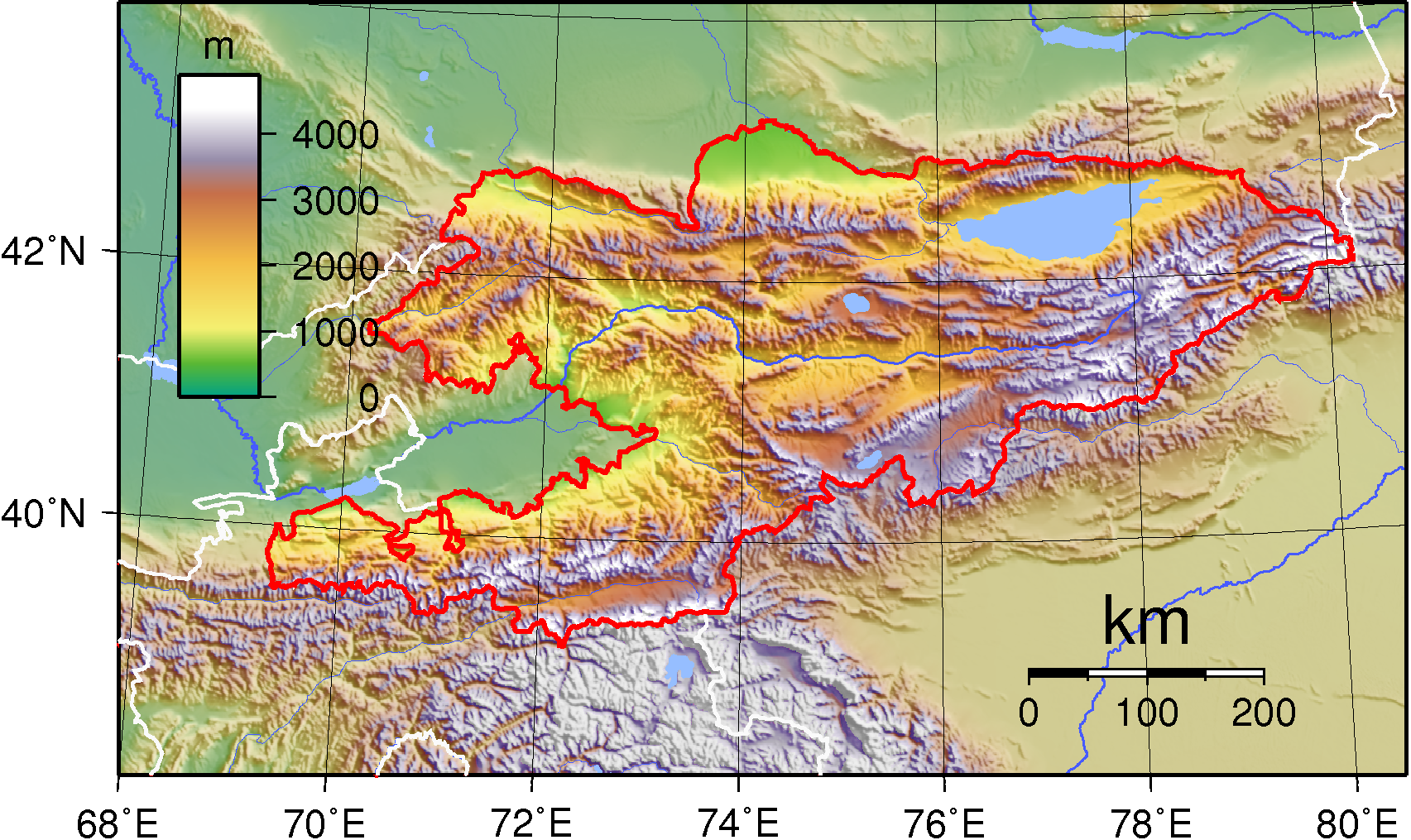
Mapa topogràfic del Kirguizstan

El Kirguizstan és un estat sense litoral de l'Àsia central, que limita amb el Kazakhstan, la República Popular de la Xina, el Tadjikistan i l'Uzbekistan. Està situat entre les latituds 39° i 44° N, i les longituds 69° i 81° E. És més lluny de la mar que qualsevol altre país, i tots els seus rius flueixen en sistemes de drenatge tancats que no arriben a la mar. La regió muntanyenca del Tian Shan abasta més del 80% del país amb diverses muntanyes de més de 7.000 m d'altitud (per això, al Kirguizstan se'l denomina informalment «la Suïssa de l'Àsia central»), i la resta està formada per valls i conques.
El llac Issik Kul, que es troba al nord-est del Tian Shan, és el llac més gran del Kirguizstan i el segon llac de muntanya més gran del món després del Titicaca. El punt més baix és a Kara-Daria, amb 132 m i els pics més alts són a la serralada de Kakshaal-Too, formant la frontera xinesa. El pic Jengish Chokusu, a 7.439 m, és el punt més alt i és considerat pels geòlegs com el pic més septentrional de més de 7.000 m del món. Les fortes nevades a l'hivern provoquen inundacions a la primavera que sovint causen greus danys riu avall. L'escolament de les muntanyes també s'utilitza per a l'energia hidroelèctrica.
Menys del 8% de la terra està conreada, ja que només les zones del nord són aptes per a l'agricultura, pel terreny predominantment muntanyenc. El Kirguizstan té, en canvi, importants dipòsits de minerals valuosos, com l'or i terres rares, a més de reserves de carbó, gas natural i petroli.

### Clima

Mapa de Köppen del clima del Kirguizstan. En lila, clima continental càlid i temperat; en blau, humit continental; en taronja, fred desèrtic, i en groc, semiàrid fred (en anglès)

El clima varia força segons les regions, anant des del subtropical fins al continental però amb predomini de les baixes temperatures. Les grans inundacions de cada primavera fruit del desgel es cobren regularment vides humanes i modifiquen el paisatge del país.
Les zones baixes de la vall de Fergana al sud-oest és subtropical i extremadament calorós a l'estiu, amb temperatures que aconsegueixen els 40 °C. Els contraforts septentrionals són temperades i el Tian Shan varia d'un clima continental sec a un clima polar, depenent de l'elevació. En les zones més fredes les temperatures són inferiors a zero durant uns 40 dies a l'hivern, i fins i tot algunes zones desèrtiques experimenten constants nevades en aquest període. En les terres baixes la temperatura oscil·la entre els –6 °C al gener i els 24 °C al juliol.

## Demografia
La piràmide de població és relativament jove. La gent es concentra en petits nuclis rurals, i encara sobreviuen bastants grups seminòmades. Les principals minories ètniques són els russos i els uzbecs. El país té una població d'una mica més de 6 milions d'habitants (2017) distribuïts en gairebé 200.000 km² (en comparació, Catalunya en té gairebé 8 milions el 2020, en 32.000 km² de territori). La densitat mitjana de població és de poc més 30 persones per km² (2017). La població es concentra a la capital, Bixkek, i a les zones banyades pel riu Naryn i els seus afluents.

### Ciutats
Les deu ciutats més grans del Kirguizstan són:
1. Bixkek
2. Oix
3. Jalal-Abad
4. Karàkol
5. Tokmok
6. Kara-Balta
7. Ozgon
8. Balykchy
9. Narín
10. Talas

### Grups ètnics
El major grup ètnic del país són els kirguisos, un poble turquès, que representen el 73,3% de la població. Els altres grups ètnics són els russos (5,6%), concentrats al nord, i els uzbeks (14,6%), que viuen al sud. Entre les minories petites però notables estan els dungans (1,1%), els uigurs (1,1%), els tadjics (1,1%), els kazakhs (0,7%) i els ucraïnesos (0,5%) i altres minories ètniques més petites (1,7%). En total, el país compta amb més de 80 grups ètnics.
Els kirguisos han estat històricament pastors seminòmades, que viuen en iurtes i cuiden ovelles, cavalls i iacs. Aquesta tradició nòmada continua funcionant estacionalment, ja que les famílies de pastors tornen a les pastures d'alta muntanya (o jailoo) a l'estiu. Els uzbeks i tadjics sedentaris han conreat tradicionalment les terres de regadiu més baixes de la vall de Fergana.
La composició ètnica del Kirguizstan ha canviat molt des de la independència. El percentatge de persones d'ètnia kirguís ha passat al voltant del 50% en 1979 a més del 70% en 2013, mentre que el percentatge de grups ètnics, com a russos, ucraïnesos, alemanys i tàrtars, va descendir del 35% a aproximadament el 7%. Des de 1991, un gran nombre d'alemanys, que en 1989 eren 101.000 persones, han emigrat a Alemanya.
| Grup ètnic | 1926    | 1926 | 1959    | 1959 | 1989      | 1989 | 1999      | 1999 | 2018      | 2018 |
| Grup ètnic | Nombre  | %    | Nombre  | %    | Nombre    | %    | Nombre    | %    | Nombre    | %    |
| ---------- | ------- | ---- | ------- | ---- | --------- | ---- | --------- | ---- | --------- | ---- |
| Kirguisos  | 661,171 | 66.6 | 836,831 | 40.5 | 2,229,663 | 52.4 | 3,128,147 | 64.9 | 4,587,430 | 73.3 |
| Uzbeks     | 110,463 | 11.1 | 218,640 | 10.6 | 550,096   | 12.9 | 664,950   | 13.8 | 918,262   | 14.6 |
| Russos     | 116,436 | 11.7 | 623,562 | 30.2 | 916,558   | 21.5 | 603,201   | 12.5 | 352,960   | 5.6  |
| Ucraïnesos | 64,128  | 6.5  | 137,031 | 6.6  | 108,027   | 2.5  | 50,442    | 1.0  | 11,252    | 0.1  |

### Llengües
El kirguís i el rus són les llengues oficials del Kirguizstan tot i que tenen un estatus legal diferent. Després de la desintegració de la Unió Soviètica en diferents països, el kirguís va ser adoptat com a «llengua estatal» del Kirguizstan en 1991 i, després, va adoptar el rus com a «llengua oficial» en 1997. No és pas la única antiga república soviètica que té el rus com a llengua oficial sense comptar Rússia. També és el cas de Belarús i el Kazakhstan.
El kirguís és una llengua turquesa de la branca kiptxak, estretament relacionada amb el kazakh, el karakalpak i el tàrtar nogai. S'escrivia en alfabet àrab fins al segle xx. Després, es va adoptar a l'alfabet llatí quan es va introduir en 1928, i posteriorment va ser substituïda per ordre de Stalin per l'alfabet ciríl·lic el 1941.
El 2009, 4,1 milions de persones parlaven kirguís com a llengua materna o segona llengua i 2,5 milions parlaven rus com a llengua materna o segona llengua. L'uzbek és la segona llengua nativa més comuna, amb 700.000 parlants natius.
Molts assumptes comercials i polítics es duen a terme en rus. Fins fa poc, el kirguís continuava sent una llengua que es parlava a casa i que rares vegades s'utilitzava en reunions o altres actes. No obstant això, avui dia la majoria de les reunions parlamentàries se celebren en kirguís, amb traducció simultània.
| Nom de la llengua | Parlants nadius | Parlants de segona llengua | Parlants en total |
| ----------------- | --------------- | -------------------------- | ----------------- |
| Kirguís           | 3.830.556       | 271.187                    | 4.121.743         |
| Rus               | 482.243         | 2.109.393                  | 2.591.636         |
| Uzbek             | 772.561         | 97.753                     | 870.314           |
| Dungan            | 56.260          | N/D                        | 56.260            |
| Tadjik            | 42.324          | N/D                        | 42.324            |
| Uigur             | 37.277          | N/D                        | 37.277            |
| Anglès            | N/D             | 28.416                     | 28.416            |
| Francès           | N/D             | 641                        | 641               |
| Alemany           | N/D             | 10                         | 10                |
| Altres            | 141.572         | 31.411                     | 172.983           |

### Religió
El Kirguizstan és majoritàriament una nació musulmana sunnita, i s'adhereix a l'escola de pensament hanafista. S'estima que, al 2017, el 90% de la població era musulmana, sent la majoria sunnita; el 7% és cristiana, incloent-hi el 3% de religió ortodoxa russa, i la resta són d'altres, o cap, religions. Un informe del Pew Research Center de 2009 indicava que el 86,3% de la població del Kirguizstan s'adhereix a l'islam, encara que un informe de 2012 del mateix estudi mostrava que només el 23% dels enquestats va optar per identificar-se com a sunnites, i el 64% es va declarar voluntàriament «només musulmà».
Durant l'època soviètica fou promogut l'ateisme d'estat. Avui en dia, el Kirguizstan és un estat secular tot i que l'islam hi ha exercit una influència cada cop més notable en política. Per exemple, hi ha hagut diverses temptatives de descriminalitzar la poligàmia, i també perquè els funcionaris facin el hajj mitjançant un acord d'exempció d'impostos.
Encara que l'islam al Kirguizstan és més un rerefons cultural que una pràctica diària devota per a molts, les figures públiques han expressat el seu suport a la recuperació dels valors religiosos. Per exemple, el defensor del poble, Tursunbay Bakir-Ulu, va assenyalar: «En aquesta època d'independència, no és sorprenent que s'hagi produït un retorn a les arrels espirituals no sols al Kirguizstan, sinó també en altres repúbliques postcomunistes. Seria immoral desenvolupar una societat basada en el mercat sense una dimensió ètica».
A més a més, Bermet Akayeva, filla de Askar Akayev, expresident del Kirguizstan, va declarar en una entrevista de 2007 que l'islam està arrelant cada cop més en tota la nació. Va destacar que recentment s'han construït moltes mesquites i que els kirguisos es dediquen cada vegada més a l'islam, la qual cosa, segons va assenyalar, «no és una cosa dolenta en si mateixa. Manté la nostra societat més moral, més neta». Existeix una orde sufí contemporània que s'adhereix a una forma d'islam diferent a la de l'islam ortodox.
Les altres confessions practicades al Kirguizstan són les religions ortodoxa russa i ucraïnesa, practicades principalment per russos i ucraïnesos respectivament. Una comunitat d'entre 5.000 i 10.000 testimonis de Jehovà es reuneix en congregacions de parla kirguís i russa, així com alguns grups de parla xinesa i turca. Una petita minoria d'alemanys ètnics també són cristians, en la seva majoria luterans i anabaptistes, així com una comunitat catòlica romana d'aproximadament 600 persones.
Sobreviuen algunes tradicions animistes, així com algunes influències del budisme, com el lligat de banderes de pregària als arbres sagrats, tot i que alguns consideren que aquesta pràctica té les seves arrels en l'islam sufí. També hi ha un petit nombre de jueus de Bukharà que viuen al Kirguizstan, però durant el col·lapse de la Unió Soviètica la majoria van fugir a altres països, principalment als Estats Units i Israel. A més, hi ha una petita comunitat de jueus asquenazites, que van fugir al país des d'Europa de l'Est durant la Segona Guerra Mundial.
El 6 de novembre de 2008, el parlament del Kirguizstan va aprovar per unanimitat una llei que augmenta de 10 a 200 el nombre mínim de fidels per a reconèixer una religió. També va il·legalitzar les «accions agressives dirigides al proselitisme», i va prohibir l'activitat religiosa a les escoles i tota activitat de les organitzacions no registrades. Va ser signada pel president Kurmanbek Bakiev el 12 de gener de 2009.
S'ha informat de diverses batudes policials contra reunions religioses minoritàries pacífiques, així com d'informes sobre funcionaris que planten proves falses, però també d'algunes decisions judicials a favor de les minories religioses.

## Cultura

### Literatura
Manas és un poema tradicional èpic del poble kirguís que rep el nom de l'heroi les aventures del qual narra. És un dels poemes èpics més llargs del món. Té si fa no fa mig milió de versos, i és vint vegades més llarg que L'Odissea d'Homer. És una obra patriòtica que narra les proeses de Manas i els seus descendents i seguidors, que lluitaren contra els xinesos al segle ix per mantenir la independència del poble kirguís. Se'n desconeix la data precisa en què es va originar, però les primeres referències del poema daten de principis del s. XV i la seva primera versió escrita data de l'any 1885.

### Tradicions
Tot i que és il·legal, encara es practica el segrest de núvies. En un principi en un país on eren habituals els matrimonis concertats, el nuvi feia un segrest consensuat amb la núvia amb qui volia casar-se si no podia pagar el preu del matrimoni o la família d'ella s'oposava a l'enllaç. D'altra banda, alguns d'aquests segrests ja no són consensuats, sinó que es tracta de segrests reals.

### Música

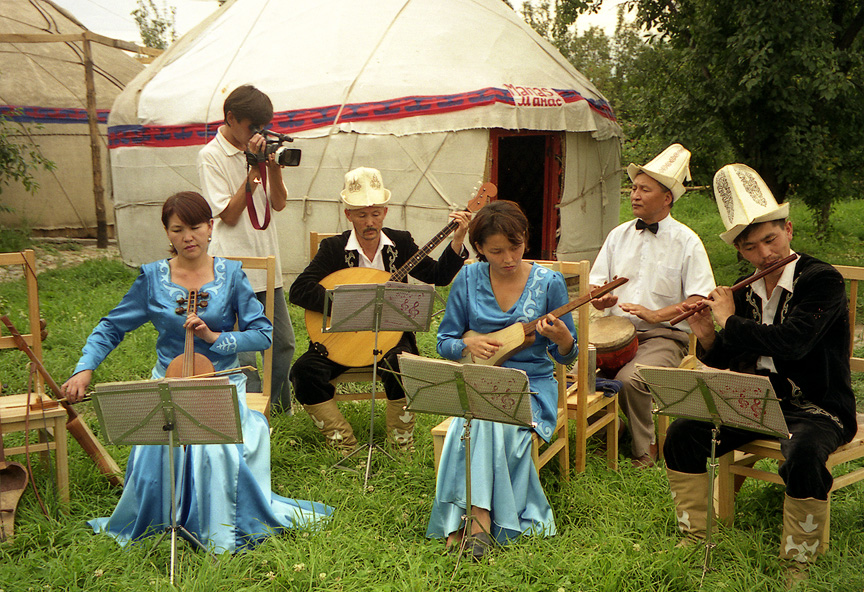
Un grup de músics kirguisos tocant a Karàkol

La música tradicional kirguís es caracteritza per l'ús de notes llargues i sostingudes amb prominents elements russos. Inclou els manaschi, cantors del poema èpic Manas, i la música instrumental anomenada kui o küü, que narra aventures sobre un viatge musical.
El komuz, un instrument musical de punteig, és l'instrument nacional. Té tres cordes, està fet de fusta i es toca amb els dits, sense cap arc. El seu so és semblant al d'una guitarra. A més del komuz els instruments tradicionals kirguisos inclouen el kyl kiak, un instrument de dues cordes amb arc que també és un important símbol de la identitat kirguís; el sybyzgy, una flauta que es bufa per un costat, el txopo-txoor i el temir ooz komuz, també conegut com a arpa de boca en alguns països.

## Educació
El sistema escolar del Kirguizstan es compon de tres nivells d'educació: primària (graus 1 a 4, algunes escoles tenen el grau 0 opcional), secundària (graus 5 a 9) i superior (graus 10 a 11). Els nens solen ser admesos a les escoles primàries a l'edat de 6 o 7 anys. És obligatori que tots els nens acabin els 9 graus de l'escola i rebin un certificat de finalització. Els graus 10-11 són opcionals, però és necessari completar-los per a graduar-se i rebre un diploma escolar acreditat per l'estat. Per a graduar-se, un estudiant ha de completar el curs escolar d'11 anys i aprovar 4 exàmens estatals obligatoris d'escriptura, matemàtiques, història i una llengua estrangera.
Hi ha 77 escoles públiques a Bixkek (capital) i més de 200 en la resta del país. Al Kirguizstan hi ha 55 centres d'ensenyament superior i universitats, dels quals 37 són estatals. Al setembre de 2016 es va posar en marxa la Universitat de l'Àsia central a Narín.

## Esport
El futbol és l'esport més popular al Kirguizstan. L'òrgan oficial de govern és la Federació de Futbol del Kirguizstan, que es va fundar en 1992, després de la independència política de la Unió Soviètica. Administra l'equip nacional de futbol del Kirguizstan.
La lluita lliure també és molt popular. En els Jocs Olímpics d'Estiu de 2008, dos atletes del Kirguizstan van guanyar medalles en la lluita grecoromana: Kanatbek Begaliev (plata) i Ruslan Tyumenbayev (bronze).
L'hoquei sobre gel no va ser tan popular a Kirguizstan fins que es va organitzar el primer Campionat d'Hoquei sobre Gel en 2009. En 2011, l'equip nacional masculí d'hoquei sobre gel del Kirguizstan va guanyar la primera divisió dels Jocs Asiàtics d'Hivern de 2011, dominant en els sis jocs amb sis victòries. Va ser el primer gran esdeveniment internacional en el qual va participar l'equip d'hoquei sobre gel del Kirguizstan. L'equip masculí d'hoquei sobre gel del Kirguizstan es va unir a la Federació Internacional d'Hoquei sobre Gel (IIHF) al juliol de 2011.
El bandy s'està tornant cada vegada més popular al país. L'equip nacional del Kirguizstan va obtenir la primera medalla del Kirguizstan en els Jocs Asiàtics d'Hivern, quan es va emportar el bronze. Van jugar en el Campionat Mundial de Bandy de 2012, la seva primera aparició en aquest torneig.

## Transport

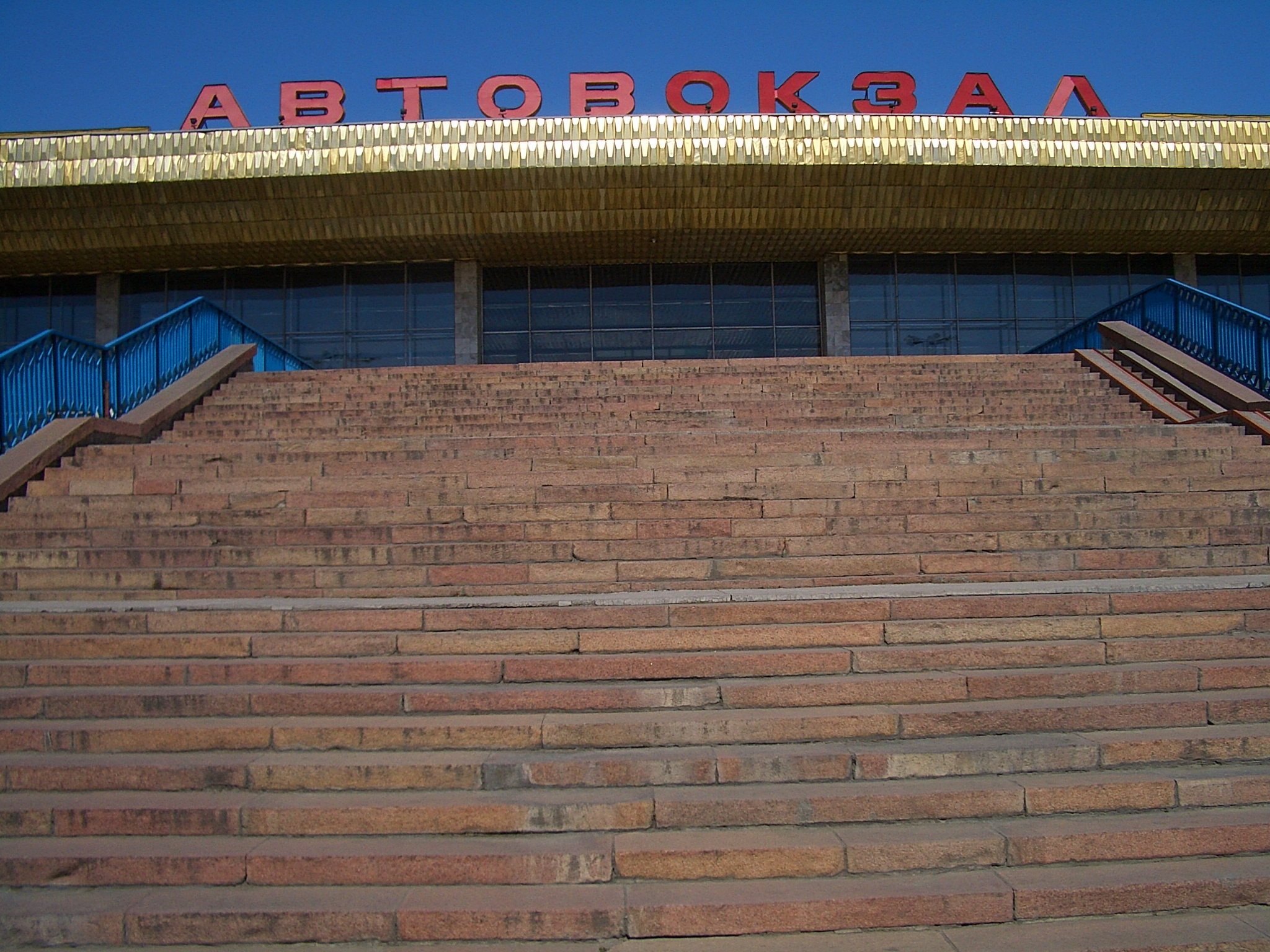
Terminal d'autobusos de Bixkek Oest

El transport al Kirguizstan està molt limitat per la topografia alpina del país. Les carreteres han de serpentejar per valls escarpades, creuar ports de 3.000 metres d'altitud i més, i estan subjectes a freqüents despreniments i allaus de neu. Viatjar a l'hivern és gairebé impossible en moltes de les regions més remotes i de gran altitud.
Altres problemes es deriven del fet que moltes carreteres i línies de ferrocarril construïdes durant el període soviètic estan avui travessades per fronteres internacionals, la qual cosa exigeix llargs tràmits fronterers per a creuar-les quan no estan completament tancades. Els cavalls continuen sent una opció de transport molt utilitzada, sobretot en les zones més rurals; la infraestructura de carreteres del Kirguizstan no és molt extensa, per la qual cosa els cavalls poden arribar a llocs que els vehicles de motor no poden, i no necessiten combustible car i importat.
Totes aquestes limitacions dificulten no només el desenvolupament de transport sinó també del comerç malgrat que el país és una important zona de trànsit per al transport comercial i el comerç entre la República Popular de la Xina (RPX), la Rússia, el Kazakhstan, el sud d'Àsia i Orient Mitjà.
En la dècada del 2010, la infraestructura de transport del país es va millorar significativament gràcies al desenvolupament del comerç regional amb la RPX i altres països asiàtics. La política nacional de transports es troba en una fase inicial i fins fa poc no estava documentada.

### Transport aeri
Al final del període soviètic hi havia uns 50 aeroports i pistes d'aterratge al Kirguizstan, molts d'ells construïts principalment per a servir a fins militars en aquesta regió fronterera tan pròxima a la RPX. En l'actualitat, només uns pocs segueixen en servei. L'Air Kyrgyzstan proporciona transport aeri a la RPX, Rússia i altres països de la regió.
- L'aeroport internacional de Manas, prop de Bixkek, és el principal aeroport internacional, amb serveis a Moscou, Taixkent, Almati, Ürümchi, Istanbul, Bakú i Dubai.
- L'aeroport d'Oix és la principal terminal aèria del sud del país, amb connexions diàries a Bixkek, i serveis a Moscou, Krasnoiarsk, Almati i més llocs internacionals.
- L'aeroport de Jalal-Abad està connectat amb el de Bixkek mitjançant vols diaris. L'aerolínia de bandera nacional, Kirguizstan, duu a terme vols en avions BAE-146. Durant els mesos d'estiu, un vol setmanal uneix Jalal-Abad amb la regió de Issik Kul.
- Les altres instal·lacions construïdes durant l'època soviètica estan tancades i només s'utilitzen de manera ocasional o estan restringides a l'ús militar (per exemple, la base aèria de Kant, prop de Bixkek, que és utilitzada per la Força Aèria Russa).

El Kirguizstan figura en la llista de països prohibits per la Unió Europea per a la certificació de companyies aèries des de 2006. Això significa que cap de les tretze aerolínies que estan registrades al Kirguizstan pot operar serveis de cap mena dins de la Unió Europea, ja que els estàndards de seguretat no compleixen amb la normativa europea. Des de llavors, cap companyia aèria de la UE té vols al Kirguizstan, la qual cosa significa que si un ciutadà de la Unió Europea vol viatjar al Kirguizstan (o viceversa), gairebé sempre s'ha de fer el transbordament a Moscou o Istanbul.

### Transport terrestre

#### Ferrocarril
La vall de Txui, al nord, i la de Fergana, al sud, eren els extrems del sistema ferroviari de la Unió Soviètica a Àsia central. Després del sorgiment dels estats postsoviètics independents, les línies ferroviàries, que es van construir sense tenir en compte els límits administratius, han estat tallades per les fronteres, per la qual cosa restringeix molt el trànsit. Els petits trossos de línies ferroviàries dins del Kirguizstan, uns 370 km (1.520 mm d'ample de via) en total, tenen poc valor econòmic en absència de l'antic trànsit massiu a llargues distàncies cap a i des de centres com Taixkent, Almati i les ciutats de Rússia.
Actualment, el país té connexió ferroviària amb l'Uzbekistan (a través del servei de ferrocarril d'Oix) i el Kazakhstan (a través del servei de ferrocarril de Bixkek) mentre que amb els altres dos veïns, el Tadjikistan i la RPX, no. Existeixen vagues plans per a ampliar les línies ferroviàries des de Balykchy al nord i/o des d'Oix al sud fins a la RPX, però el cost de la construcció seria enorme. A més, s'ha de tenir en compte que a diferència amb els altres tres països veïns del Kirguizstan, no tenen la mateixa amplada de via.

#### Carreteres i autopistes
El transport per carretera és el predominant pel transport de comerç però en les últimes dècades s'ha produït un lleuger descens gradual; el 1990 el 97% dels béns es transportaven per carretera, el 2000 era el 94% i el 2017 el 93%. En 2018, la xarxa viària del país comptava amb uns 34.000 km.
Recentment s'ha completat una important carretera que uneix el nord i el sud-oest des de Bixkek fins a Oix amb el suport del Banc Asiàtic de Desenvolupament. Això facilita considerablement la comunicació entre els dos principals centres de població del país: la vall de Txui al nord i la vall de Fergana al sud. Un tram d'aquesta carretera es desvia a través d'un port de muntanya de 3.500 metres cap a la vall de Talas, al nord-oest. En l'actualitat s'està planejant la construcció d'una gran carretera des d'Oix fins a la RPX.

#### Transport naval
El Kirguizstan és un estat sense litoral però disposa d'una xarxa de transport d'aigües interiors que compta amb uns 600 km. El país només té un port a Balykchy, en el llac Issik Kul.